# Матеева воденица
Матеевата воденица (на гръцки: Κυλινδρόμυλος Ματθαίου) е историческа постройка в град Негуш (Науса), Гърция.
Воденицата е разположена на улица „Софрониос“ № 14 в традиционната махала Пуляна. Построена е от известния зограф Христодулос Матеу в 1911 година до къщата си. Мелницата е валцова и е задвижвана от водна тяга.
В 1984 година воденицата и къщата са обявени за паметник на културата, като в 2000 година е взето решение специално и за воденицата.